# Born This Way (Album)
Born This Way ist das zweite Studioalbum der US-amerikanischen Sängerin Lady Gaga. Das Album wurde am 23. Mai 2011 weltweit veröffentlicht. Musikalisch ist das Album von der Popmusik der 1980er und 1990er Jahre beeinflusst, doch es wurden auch mehrere andere musikalische Genres mit eingebaut, einschließlich der Verwendung von Elementen des Heavy Metal und der Oper.
Innerhalb der ersten Verkaufswoche setzte das Album knapp zwei Millionen Exemplare ab.

## Hintergrund und Entwicklung
Im März 2010 erklärte Gaga, dass sie damit begonnen habe, an neuem Material für Born This Way zu arbeiten; sie fügte hinzu, dass sie „bereits den Kern geschrieben habe.“ Drei Monate später sagte sie, dass sie sehr stark glaube, das Album fertig zu haben. Während eines Interviews sagte sie: „Es kam so schnell. Ich arbeite seit Monaten an ihm, und ich glaube stark, dass es jetzt fertig ist. Manche Künstler brauchen Jahre. Ich nicht. Ich schreibe Musik jeden Tag.“
Im letzten Quartal von 2010 gaben Troy Carter, Gagas Manager, und Produzent RedOne ihre persönliche Meinung über das Album ab. Carter erklärte, dass sie gerade angefangen haben, das Album dem Label vorzuspielen. Er sagte: „Wir sind sehr aufgeregt wegen Born This Way. Wir fangen an, ein wenig für die Menschen zu spielen und ein Gefühl dafür zu kriegen, und sie hat eine unglaubliche Arbeit geleistet, eine wirklich unglaubliche Arbeit. Es geht nicht darum, wohin ich aus geschäftlichen Gründen gehe, es geht mehr darum, wohin sie kreativ geht, weil wir, um die Wahrheit zu sagen, das Geschäft um ihre kreative Infrastruktur bauten und das Geschäft, das errichtet wurde, ist einzigartig für Lady Gaga.“
Lady Gaga verkündete den Titel des Albums bei der Verleihung der MTV Video Music Awards 2010 im September 2010, nachdem sie in der Kategorie Video of the Year gewann. Sie sang einige Zeilen des Refrains des gleichnamigen Songs: „I’m beautiful in my way, ’cause God makes no mistakes; I’m on the right track, baby, I was born this way.“

## Konzept und Artwork

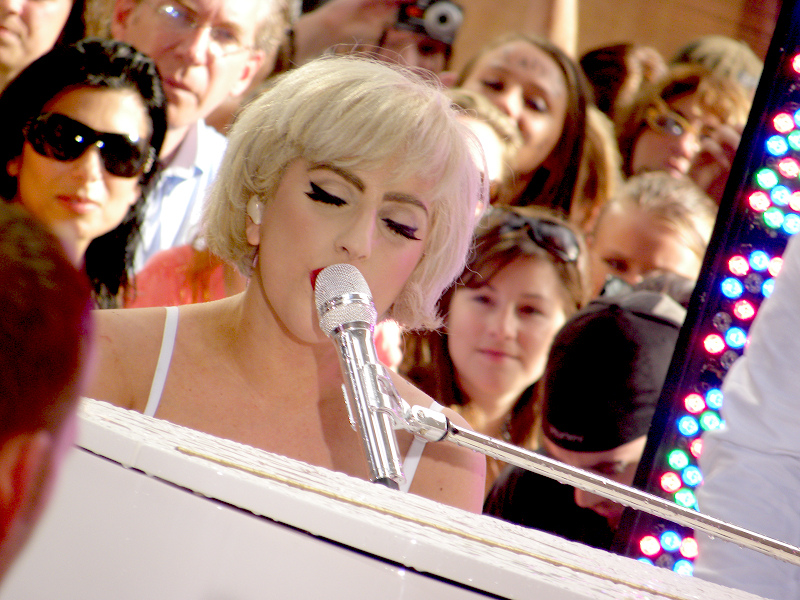
Lady Gaga singt Yoü and I in der Today Show.

Gaga kündigte am 26. November 2010, während der Monster Ball Tour in Gdańsk, Polen, an, dass das Album bis zu 20 Titel haben könnte, und versprach, dass es das Album des Jahrzehnts werde. Sie fügte hinzu, dass das Album komplett fertig sei. Sie erklärte außerdem, dass das Album wie „böse Kinder gehen in die Kirche, und haben Spaß auf hohem Niveau“ sein wird. In einem Interview mit Vogue wurde bestätigt, dass 17 Titel für das neue Album aufgenommen wurden, aber nur 14 es auf die Standard Edition des Albums schaffen werden. Die übrig gebliebenen 3 sollten ursprünglich auf einer exklusiven Target Deluxe Edition des Albums erscheinen, aber am 9. März wurde berichtet, dass Gaga ihre Partnerschaft mit Target beendete, mit der Begründung, dass das Unternehmen Geld für eine antihomosexuelle Organisation spendete.
In einem Interview mit Newsbeat sprach Gaga über das Album: „Das Album ist eine Verbindung von elektronischer Musik mit großen, epischen, ich wage sogar zu sagen, Metal oder Rock ’n’ Roll, Pop, hymnischen Stil Melodien mit wirklich hämmernden Dance-Beats. Es ist fertig und alles, es ist nur noch Detailarbeit. Es ist wie die post-operative Phase des Albums. Ich habe bereits die volle Herzoperation durchgeführt. Ich denke, dass lyrisch dieses Album mehr poetisch ist. Es ist wirklich von den Fans geschrieben, sie schrieben es wirklich für mich, weil jede Nacht leiten sie so viel in mich hinein. Also schrieb ich es für sie. Born This Way ist über meine kleinen Monster und mich, Mother Monster.“
Am 17. April 2011, twitterte Gaga ihre Auswahl für das Album-Cover, welches Gaga verschmolzen mit einem Motorrad zeigt. Gagas Name erscheint nicht auf dem Album-Cover – der einzige Text ist der verchromte Name des Albums. Das Album-Cover erhielt negative Reaktionen von einigen Fans und Kritikern. Sean Michaels von The Guardian sagte über das Cover: „… es sieht eher aus wie eine billige Photoshop Arbeit als das am meisten erwartete Album des Jahres.“ Er kommentierte dann: „Weg sind die futuristischen Sonnenbrillen, die asymmetrischen Haarschnitte, auch Gagas neu angeworbene Magie Hörner; stattdessen ein mutiertes Motorrad mit Gagas Armen und ihrem Kopf sowie billiger, verchromter Schrift.“ Er hat auch auf mehrere Nachrichten von Fans hingewiesen, die im offiziellen Forum von Lady Gaga ihre Abneigung gegen das Cover ausdrücken. Das Cover der Special Edition wurde am selben Tag veröffentlicht. Es zeigt Gagas Kopf der Standard Edition. Weder die Wörter special noch deluxe erscheinen irgendwo auf dem Album, da Gaga diese nicht mag.

## Musik und Texte

### Themen und Einflüsse
In Bezug auf die musikalische Komposition gilt Born This Way als eine bemerkenswerte Abkehr von Gagas früheren Werken. Im Gegensatz zu viel von ihrer früheren Alben, die aus Elementen von meistens Elektropop, House und Dance-Pop bestehen, bindet Born This Way einen breiteren Bereich von Elementen verschiedener Genres wie Oper, Heavy Metal, Rock ’n’ Roll, Europop, Mariachi und Disco mit ein. Born This Way verfügt auch über eine größere Vielfalt an Instrumenten und Musikstilen, zum Beispiel ist in der gleichnamigen ersten Single Born This Way eine Orgel am Schluss des Liedes neben Gagas Stimme zu hören. Gaga fand Inspiration im gregorianischen Gesang, ein hervorstechendes Merkmal in Bloody Mary, in welchem ein Männerchor ihren Namen mehrmals singt. Die Songs Hair und The Edge of Glory unterscheiden sich von dem Rest des Albums, da ein Saxophon zu hören ist. Es wurde von Clarence Clemons, der ein prominentes Mitglied der E Street Band war, ausgeführt. In mehreren Interviews äußerte Lady Gaga, dass sie hauptsächlich von Madonna, Whitney Houston und Bruce Springsteen inspiriert wurde. Sonstige Anzeichen des musikalischen Einflusses stammen von Iron Maiden, Kiss, Queen, TLC, Pat Benatar und En Vogue.
In den Monaten vor der Veröffentlichung von Born This Way charakterisierte Gaga ihre neue Musik als „etwas so viel tiefer als eine Perücke oder Lippenstift oder ein [verdammtes] Fleisch-Kleid.“ Akon sagte, dass sie Musik auf ein höheres Level bringen wird. Das Album enthält Bezüge zu mehreren religiöse Figuren des Christentums, vor allem Judas Iskariot, Maria Magdalena und Jesus von Nazaret. Mehrere Songs auf dem Album beziehen sich auf soziale Themen, darunter das Arizona Einwanderungsgesetz. Zu den anderen Themen des Albums gehören Individualismus, Gleichheit, Freiheit, Sexualität und Feminismus.

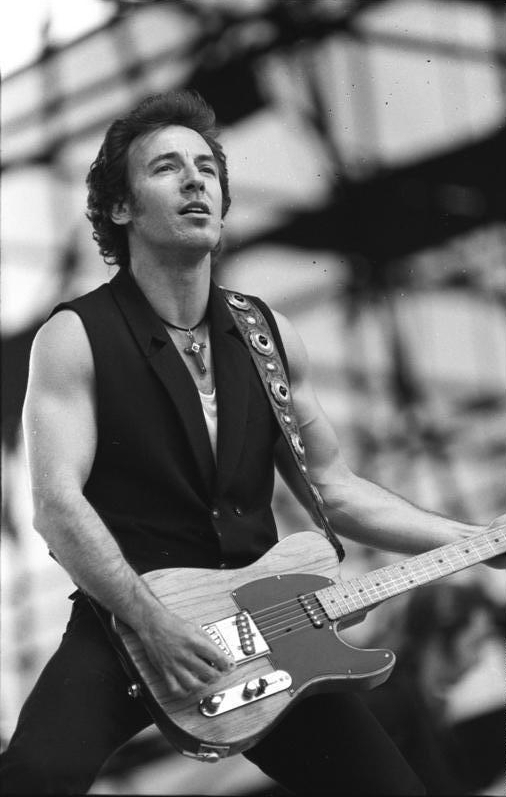
Songs wie Marry the Night, Hair, Highway Unicorn (Road to Love) und The Edge of Glory enthalten Einflüsse von Sänger Bruce Springsteen.

### Songs und Texte
Das Album beginnt mit Marry the Night, eine Hommage an New York City. Es ist eine Dance-Pop Platte und bezieht Einflüsse aus Disco, Techno und Funk. Im nächsten Song, dem Titellied Born This Way, geht es darum, dass alle gleich sind, unabhängig von Hautfarbe, Sexualität oder Religion, und dass jeder Mensch seinen Traum erfüllen kann. Der Song, der mit Madonnas Express Yourself verglichen wurde, wurde von Gaga und Jeppe Laursen geschrieben und wurde von Lady Gaga, Jeppe Laursen, Fernando Garibay und DJ White Shadow produziert. Der dritte Track des Albums, Government Hooker, enthält Elemente der Opernmusik.
Der vierte Song und die zweite Single des Albums ist Judas. Gaga bestätigte, dass das Lied von dem biblischen Judas Iskariot beeinflusst wurde. Laut Popjustice ist der Song oberflächlich betrachtet ein Lied über das Hintergangenwerden (“even after three times he betrays me”) und die Rache (“bring him down, I’ll bring him down down, a king with no crown, a king with no crown”), aber man wird mehrmals von der Schrecklichkeit angezogen: „I’m just a holy fool, oh baby he’s so cruel, but I’m still in love with Judas, baby“. Im Break des Liedes, mit dem Text „In the most Biblical sense, I am beyond repentance. ‘Fame hooker’, ‘prostitute wench’, ‘vomits her mind’ … But in the cultural sense I just speak in future tense. Judas kiss me if offenced, or wear an ear condom next time“, spricht Gaga über die Fähigkeit, sich zu erlösen, in Bezug auf die traditionellen Auffassungen von dem, was eine Frau sein soll. Das Lied ist, im Wesentlichen, ein Dance-Pop und Elektropop Song, mit Einflüssen der industriellen Musik und einem Breakdown, der Einflüsse von Techno und Dubstep beinhaltet.
Der fünfte Song des Albums ist Americano, ein Mariachi Song mit Techno- und Disco-Einflüssen. Der Text zu Americano ist zweisprachig, bestehend aus Spanisch und Englisch. Das Lied wurde von Gaga als Reaktion auf das Arizona-Einwanderungsgesetz, Arizona SB 1070, geschrieben. Der sechste Song, die Promotion-Single Hair, ist ein Lied über das Ausdrücken der Freiheit durch die Haare. Der Song hat eine Dance-Pop Melodie, obwohl der Song Einflüsse aus Rock/Heavy Metal Musik Bands und Künstlern wie Bruce Springsteen, Iron Maiden und Kiss bezieht; Mitwirkender ist das E-Street-Band-Mitglied Clarence Clemons, welcher das Saxophon spielt. Der siebte Song, Scheiße, enthält eine Fantasiesprache, die der deutschen Sprache nachempfunden ist, und ist eine Botschaft des Feminismus. Bloody Mary ist der achte Song von Born This Way und weist ein etwas langsameres Tempo auf. Der Song enthält zahlreiche religiöse Verweise und eine trance-beeinflusste Melodie. Bad Kids, der folgende Titel, enthält Einflüsse des 1980er-Jahre-Synthie-Pop und ein Disco-Beat, vergleichbar mit dem von Donna Summer, sowie Rock/E-Gitarren.
Highway Unicorn (Road to Love) ist der zehnte Track des Albums, ein Dance-Pop-Song, welcher Einflüsse von Bruce Springsteen und ein kräftiges Schlagzeug und Synthesizer enthält. Der elfte Track, Heavy Metal Lover, ist ein Elektropop Song mit langsamen Trance-elementen, welcher Synthesizer nutzt. Nach Heavy Metal Lover kommt Electric Chapel, ein Heavy-Metal-beeinflusster Pop Song, der mit Madonna verglichen wurde. Der dreizehnte Song des Albums ist Yoü and I, eine Rockballade, die von Lady Gaga geschrieben und von Robert John „Mutt“ Lange und Lady Gaga produziert wurde. Queen-Mitglied Brian May ist als Gitarrist zu hören. Der vierzehnte Song des Albums ist The Edge of Glory, die dritte Single aus dem Album. Der Song enthält auch ein Saxophon-Solo von Clarence Clemons.

## Rezeption

### Kritik
Auf der Seite Metacritic erhielt das Album eine Bewertung von 71 % („generally favorable“, „im Wesentlichen positiv“), basierend auf 32 englischsprachigen Kritiken. Die US-amerikanische Zeitschrift Rolling Stone vergab vier von fünf Sternen und lobte Gagas Gesang und musikalischen Stil Bill Lamb von About.com gab dem Album fünf von fünf möglichen Sternen und schrieb in seinem Bericht: „Born This Way beginnt und endet mit naher Perfektion.“ Dan Martin von NME gab dem Album 8 von 10 Punkten und sagte: „Gaga weiß nicht, wann sie sich zurückzuhalten hat – und das ist eine verdammt gute Sache.“ Allmusic Editor Stephen Thomas Erlewine gab dem Album dreieinhalb von fünf möglichen Sternen und lobte Gagas „Sensibilität“ und „Fingerspitzengefühl“ für das Komponieren. Lobende Worte kamen auch vom englischen Musikmagazin New Music Express und den US-amerikanischen Magazinen Spin und Entertainment Weekly.
James Reed von der US-amerikanischen Tageszeitung The Boston Globe sieht in Born This Way keinen großen Wurf. Er schreibt: „Für eine so selbstdarstellerische Künstlerin wie Lady Gaga ist ‚Born This Way‘ enttäuschend. Sogar bedrückend.“
Einige Journalisten verfassten schlechte Kritiken. Karim Chughtai vom E-Zine laut.de bewertete das Album Born This Way mit zwei von fünf möglichen Sternen eher negativ. Er vergleicht den Medienhype von Lady Gaga mit dem von Michael Jackson, Madonna sowie von Boygroups: „Lady Gaga versteht die Inszenierung. Sie landet Performance-Acts statt veritabler Hits. Im kollektiven Gedächtnis bleibt dieses überschrill produzierte Glam-It-Produkt mit künstlerischem Anspruch auf alle Fälle, jedoch kein einziger Song, der die musikalische Zeitgeschichte prägt oder gar erschüttert wie im Falle ‚Thriller‘.“
Sebastian Fasthuber von der Wochenzeitung Falter urteilt ähnlich: „Für eine angeblich so gewiefte Architektin ist das Album […] einfach mangelhaft gebaut. 14 Songs und gut 60 Minuten lang müht sich Lady Gaga ohne Verschnaufpause ab. Dann gibt sie auf und klatscht zum Abschluss einen gesichtslosen Großraumdisco-Remix von ‚Born This Way‘ drauf. Das wäre Madonna nicht passiert.“ Auch der Musikjournalist Christian Schachinger von der österreichischen Tageszeitung Der Standard fand wenig Lob für das Album: „Musikalisch bietet Born This Way den bekannten, auf billig gemachten Disco-Quatsch mit Musical-Refrains. Man hört Eurodance-Stampfer, die kräftig auf Techno für jene uncoolen Tanzflächen hochfrisiert werden, die Lady Gaga privat niemals betreten würde.“
Auf der Liste der 500 besten Alben aller Zeiten laut dem US-amerikanischen Rolling Stone erreichte es 2020 Platz 484.

## Tournee
Am 27. April 2012 begann Lady Gaga ihre „Born This Way Ball“-Tournee in Seoul, Südkorea. Die ersten Europakonzerte wurden gegen Ende April bekannt gegeben. Da einige Konzerte in konservativen Ländern stattfinden, wurde des Öfteren gegen Lady Gaga demonstriert. Infolgedessen wurde beispielsweise das Konzert in Jakarta, Indonesien abgesagt.

## Titelliste

### Standard Edition
| #   | Titel                          | Songwriting                        | Produktion                                            | Länge |
| --- | ------------------------------ | ---------------------------------- | ----------------------------------------------------- | ----- |
| 1.  | Marry the Night                | Lady Gaga, Fernando Garibay        | Lady Gaga, Garibay                                    | 4:25  |
| 2.  | Born This Way                  | Lady Gaga, Jeppe Laursen           | Lady Gaga, Laursen, Garibay, Paul Blair               | 4:20  |
| 3.  | Government Hooker              | Lady Gaga, Garibay, Blair          | Lady Gaga, Blair, Garibay (co.),DJ Snake (co.)        | 4:14  |
| 4.  | Judas                          | Lady Gaga, RedOne                  | Lady Gaga, Red One                                    | 4:10  |
| 5.  | Americano                      | Lady Gaga, Garibay, Blair          | Lady Gaga, Garibay, Blair                             | 4:06  |
| 6.  | Hair                           | Lady Gaga, RedOne                  | Lady Gaga, RedOne                                     | 5:08  |
| 7.  | Scheiße                        | Lady Gaga, RedOne                  | Lady Gaga, RedOne                                     | 3:45  |
| 8.  | Bloody Mary                    | Lady Gaga, Garibay, Blair          | Lady Gaga, Blair, Garibay (co.), Clinton Sparks (co.) | 4:05  |
| 9.  | Bad Kids                       | Lady Gaga, Laursen, Garibay, Blair | Lady Gaga, Laursen, Garibay, Blair                    | 3:51  |
| 10. | Highway Unicorn (Road to Love) | Lady Gaga, RedOne, Garibay, Blair  | Lady Gaga, RedOne, Garibay, Blair                     | 4:16  |
| 11. | Heavy Metal Lover              | Lady Gaga, Garibay                 | Lady Gaga, Garibay                                    | 4:13  |
| 12. | Electric Chapel                | Lady Gaga, Blair                   | Lady Gaga, Blair                                      | 4:13  |
| 13. | Yoü and I                      | Lady Gaga                          | Lady Gaga, Robert John „Mutt“ Lange                   | 5:07  |
| 14. | The Edge of Glory              | Lady Gaga, Garibay, Blair          | Lady Gaga, Garibay                                    | 5:21  |

#### Bonustracks
| #   | Titel                             | Länge |
| --- | --------------------------------- | ----- |
| 15. | Born This Way (Jost & Naaf Remix) | 5:58  |

### Special Edition

#### CD 1
| #   | Titel                          | Songwriting                        | Produktion                                      | Länge |  |
| --- | ------------------------------ | ---------------------------------- | ----------------------------------------------- | ----- |  |
| 1.  | Marry the Night                | Lady Gaga, Garibay                 | Lady Gaga, Garibay                              | 4:25  |  |
| 2.  | Born This Way                  | Lady Gaga, Laursen                 | Lady Gaga, Laursen, Garibay, Blair              | 4:20  |  |
| 3.  | Government Hooker              | Lady Gaga, Garibay, Blair          | Lady Gaga, Blair, Garibay (co.), DJ Snake (co.) | 4:14  |  |
| 4.  | Judas                          | Lady Gaga, RedOne                  | Lady Gaga, Red One                              | 4:09  |  |
| 5.  | Americano                      | Lady Gaga, Garibay, Blair          | Lady Gaga, Garibay, Blair                       | 4:06  |  |
| 6.  | Hair                           | Lady Gaga, Red One                 | Lady Gaga, Red One                              | 5:08  |  |
| 7.  | Scheiße                        | Lady Gaga, Red One                 | Lady Gaga, Red One                              | 3:45  |  |
| 8.  | Bloody Mary                    | Lady Gaga, Garibay, Blair          | Lady Gaga, Blair, Garibay (co.), Sparks (co.)   | 4:04  |  |
| 9.  | Black Jesus † Amen Fashion     | Lady Gaga, Blair                   | Lady Gaga, Blair                                | 3:36  |  |
| 10. | Bad Kids                       | Lady Gaga, Laursen, Garibay, Blair | Lady Gaga, Laursen, Garibay, Blair              | 3:50  |  |
| 11. | Fashion of His Love            | Lady Gaga, Garibay                 | Lady Gaga, Garibay                              | 3:39  |  |
| 12. | Highway Unicorn (Road to Love) | Lady Gaga, RedOne, Garibay, Blair  | Lady Gaga, RedOne, Garibay, Blair               | 4:15  |  |
| 13. | Heavy Metal Lover              | Lady Gaga, Garibay                 | Lady Gaga, Garibay                              | 4:12  |  |
| 14. | Electric Chapel                | Lady Gaga, Blair                   | Lady Gaga, Blair                                | 4:12  |  |
| 15. | The Queen                      | Lady Gaga, Garibay                 | Lady Gaga, Garibay                              | 5:16  |  |
| 16. | Yoü and I                      | Lady Gaga                          | Lady Gaga, Lange                                | 5:07  |  |
| 17. | The Edge of Glory              | Lady Gaga, Garibay, Blair          | Lady Gaga, Garibay                              | 5:20  |  |

#### CD 2
| #  | Titel                                        | Länge |  |
| -- | -------------------------------------------- | ----- |  |
| 1. | Born This Way (The Country Road Version)     | 4:21  |  |
| 2. | Judas (DJ White Shadow Remix)                | 4:07  |  |
| 3. | Marry the Night (Zedd Remix)                 | 4:20  |  |
| 4. | Scheiße (DJ White Shadow Mugler Edition)     | 9:35  |  |
| 5. | Fashion of His Love (Fernando Garibay Remix) | 3:45  |  |
| 6. | Born This Way (Jost & Naaf Remix)            | 5:39  |  |

## Kommerzieller Erfolg

### Chartplatzierungen

Lady Gaga singt Hair in der Sendung Good Morning America

Das Album debütierte auf Platz 1 der Billboard 200 mit 1.108.000 verkauften Kopien, Gagas zweites Nummer-eins-Album und die höchste Anzahl an verkauften Kopien in einer Woche seit 50 Cents The Massacre (2005), welches 1.141.000 Kopien in der ersten Woche absetzen konnte. Es ist das siebzehnte Album, das über eine Million Exemplare in einer Woche verkaufen konnte. Gaga ist die fünfte Frau, die dies schaffte, nach Whitney Houston (The Bodyguard Soundtrack, 1992), Britney Spears (Oops!… I Did It Again, 2000), Norah Jones (Feels Like Home, 2004) und Taylor Swift (Speak Now, 2010). Amazon verkaufte 440.000 Kopien in den ersten zwei Tagen bei einem Preis von 0,99 $. 662.000 Kopien wurden digital in der ersten Woche verkauft, die größte Menge in der Geschichte der Charts. Nach nur einer Woche wurde das Album das achtmeistverkaufte digitale Album in den USA. Bis dato verkaufte sich das Album in den USA 2.100.000 Mal.
Das Album debütierte auf Platz 1 in Irland und Schweden. In Frankreich debütierte das Album ebenfalls auf Platz 1 mit 55.050 verkauften Exemplaren. In Großbritannien verkaufte sich das Album 215.639-mal in der ersten Woche und debütierte auf Platz 1 der Charts, die höchste Anzahl an abgesetzten Kopien in einer Woche in diesem Jahr. In dieser Woche verkaufte Born This Way mehr Exemplare als die ganze Top 10 zusammen.
In Australien und Neuseeland debütierte das Album auf Platz 1 und wurde in beiden Ländern mit Platin in der ersten Woche ausgezeichnet. Es ist ihr zweites Nummer-eins-Album in beiden Ländern, nach The Fame Monster. Born This Way verkaufte 184.000 Kopien in der ersten Woche in Japan und debütierte an der Spitze der Oricon-Charts. Seither wurde es mit Doppel-Platin für 500.000 verkaufte Exemplare ausgezeichnet. Laut Universal Music Russia verkaufte sich Born This Way mehr als 30.000-mal in den ersten zwei Tagen in Russland. Innerhalb der ersten Verkaufswoche setzte das Album knapp zwei Millionen Exemplare ab.
| ChartsChartplatzierungen       | Höchstplatzierung | Wochen |
| ------------------------------ | ----------------- | ------ |
| Deutschland (GfK)              | 1 (39 Wo.)        | 39     |
| Österreich (Ö3)                | 1 (32 Wo.)        | 32     |
| Schweiz (IFPI)                 | 1 (39 Wo.)        | 39     |
| Vereinigte Staaten (Billboard) | 1 (57 Wo.)        | 57     |
| Vereinigtes Königreich (OCC)   | 1 (60 Wo.)        | 60     |

| ChartsJahrescharts (2011)      | Platzierung |
| ------------------------------ | ----------- |
| Deutschland (GfK)              | 17          |
| Österreich (Ö3)                | 15          |
| Schweiz (IFPI)                 | 10          |
| Vereinigte Staaten (Billboard) | 3           |
| Vereinigtes Königreich (OCC)   | 7           |

| ChartsJahrescharts (2012)      | Platzierung |
| ------------------------------ | ----------- |
| Vereinigte Staaten (Billboard) | 85          |
| Vereinigtes Königreich (OCC)   | 90          |

### Auszeichnungen für Musikverkäufe
Born This Way wurde ein großer weltweiter Erfolg. Das Album verkaufte sich bislang circa 8 Millionen Mal.
| Land/Region                  | Auszeichnungen für Musikverkäufe (Land/Region, Auszeichnung, Verkäufe) | Verkäufe    |
| ---------------------------- | ---------------------------------------------------------------------- | ----------- |
| Australien (ARIA)            | 3× Platin                                                              | 210.000     |
| Belgien (BRMA)               | Platin                                                                 | 30.000      |
| Brasilien (PMB)              | Diamant                                                                | 160.000     |
| Chile (IFPI)                 | 2× Platin                                                              | 30.000      |
| Dänemark (IFPI)              | Platin                                                                 | 20.000      |
| Deutschland (BVMI)           | 3× Gold                                                                | 300.000     |
| Europa (IFPI)                | Platin                                                                 | (1.000.000) |
| Finnland (IFPI)              | Gold                                                                   | 19.338      |
| Frankreich (SNEP)            | 2× Platin                                                              | 200.000     |
| Golf-Kooperationsrat (IFPI)  | Platin                                                                 | 6.000       |
| Indien (IMI)                 | Gold                                                                   | 4.000       |
| Indonesien (ASIRI)           | Gold                                                                   | 10.000      |
| Irland (IRMA)                | 2× Platin                                                              | 30.000      |
| Italien (FIMI)               | 2× Platin                                                              | 100.000     |
| Japan (RIAJ)                 | 3× Platin                                                              | 600.000     |
| Kanada (MC)                  | 6× Platin                                                              | 480.000     |
| Mexiko (AMPROFON)            | Platin                                                                 | 60.000      |
| Neuseeland (RMNZ)            | 2× Platin                                                              | 30.000      |
| Norwegen (IFPI)              | Platin                                                                 | 20.000      |
| Österreich (IFPI)            | Platin                                                                 | 20.000      |
| Philippinen (PARI)           | 3× Platin                                                              | 45.000      |
| Polen (ZPAV)                 | Platin                                                                 | 20.000      |
| Portugal (AFP)               | Platin                                                                 | 20.000      |
| Russland (NFPF)              | 4× Platin                                                              | 80.000      |
| Schweden (IFPI)              | Platin                                                                 | 40.000      |
| Schweiz (IFPI)               | Platin                                                                 | 30.000      |
| Singapur (RIAS)              | Gold                                                                   | 5.000       |
| Spanien (Promusicae)         | Gold                                                                   | 20.000      |
| Ungarn (MAHASZ)              | Gold                                                                   | 3.000       |
| Vereinigte Staaten (RIAA)    | 4× Platin                                                              | 4.000.000   |
| Vereinigtes Königreich (BPI) | 3× Platin                                                              | 1.200.000   |
| Insgesamt                    | 7× Gold · 45× Platin · 1× Diamant ·                                    | 7.642.338   |

Hauptartikel: Lady Gaga/Auszeichnungen für Musikverkäufe